# Lijst van rijksmonumenten in Beers
De plaats Beers telt 22 inschrijvingen in het rijksmonumentenregister. Hieronder een overzicht.
| Object | Oorspronkelijke functie?  | Bouwjaar                             | Architect   | Locatie          | Coördinaten?                  | Nr.?   | Afbeelding                 |
| --- | ------------------------- | ------------------------------------ | ----------- | ---------------- | ----------------------------- | ------ | -------------------------- |
| Sint-Lambertuskerk | Kerk en kerkonderdeel     | 1890                                 | C. Franssen | Kerkeveld 2      | 51° 43' 33" NB, 5° 49' 36" OL | 8855   | Meer afbeeldingen          |
| Toren van de Sint Lambertuskerk                                                                                               | Kerk en kerkonderdeel     | 15e eeuw                             |             | Kerkeveld 2      | 51° 43' 33" NB, 5° 49' 36" OL | 8856   | Meer afbeeldingen          |
| De Hoop | Industrie- en poldermolen | 1850                                 |             | Leuvert 1        | 51° 43' 31" NB, 5° 50' 38" OL | 8857   | Meer afbeeldingen          |
| Kortgevelboerderij | Boerderij                 | ca. 1850                             |             | Broekkant 11     | 51° 42' 59" NB, 5° 47' 36" OL | 517497 | Meer afbeeldingen          |
| Schuur | Boerderij                 | 1850                                 |             | Broekkant bij 11 | 51° 42' 59" NB, 5° 47' 36" OL | 517498 | Meer afbeeldingen          |
| Tegen de zuidelijke transeptfaçade van de R.K. H. Lambertuskerk te Beers staat een cavaleriegroep met heilig graf onder afdak | Kerk en kerkonderdeel     | 1933                                 | C. Franssen | Kerkeveld 2      | 51° 43' 33" NB, 5° 49' 36" OL | 517500 | Meer afbeeldingen          |
| Vijf grafkruisen | Begraafplaats en -onderdl | 1909, 1861, 1886, 1889, 1881         |             | Kerkeveld 2      | 51° 43' 40" NB, 5° 49' 39" OL | 517501 | Meer afbeeldingen          |
| T-boerderij "Broekherberg" | Boerderij                 | 1875 (gevelsteen)                    |             | Broekkant 7      | 51° 43' 16" NB, 5° 47' 55" OL | 517511 | T-boerderij "Broekherberg" |
| Gemeentehuis | Bestuursgebouw en onderdl | 1915                                 |             | Grotestraat 4    | 51° 43' 32" NB, 5° 49' 35" OL | 517512 | Gemeentehuis               |
| Huis Ossenbroek | Kasteel, buitenplaats     | waarschijnlijk tweede helft 18e eeuw |             | Heuf 16          | 51° 42' 16" NB, 5° 49' 24" OL | 520317 | Meer afbeeldingen          |
| Ossenbroek: parkaanleg | Tuin, park en plantsoen   | ca. 1850                             |             | Heuf bij 16      | 51° 42' 12" NB, 5° 49' 15" OL | 520318 | Upload foto                |
| Ossenbroek: jachtopzienerswoning                                                                                              | Bijgebouwen kastelen enz. | ca. 1930                             |             | Heuf 20          | 51° 42' 16" NB, 5° 49' 24" OL | 520319 | Upload foto                |
| Bakhuis | Boerderij                 | ca. 1925                             |             | Broekkant bij 11 | 51° 42' 59" NB, 5° 47' 36" OL | 521343 | Upload foto                |
| Grafmonument met Pietàbeeld                                                                                                   | Kerk en kerkonderdeel     | 1918                                 |             | Kerkeveld 2      | 51° 43' 33" NB, 5° 49' 36" OL | 521389 | Meer afbeeldingen          |
| Grafkruis van J.A. Barten | Kerk en kerkonderdeel     | ca. 1859                             |             | Kerkeveld 2      | 51° 43' 33" NB, 5° 49' 36" OL | 521390 | Meer afbeeldingen          |
| Grafkruis van P. Barten | Kerk en kerkonderdeel     | ca. 1902                             |             | Kerkeveld 2      | 51° 43' 33" NB, 5° 49' 36" OL | 521391 | Meer afbeeldingen          |
| Grafkruis van P.H. Barten | Kerk en kerkonderdeel     | ca. 1902                             |             | Kerkeveld 2      | 51° 43' 33" NB, 5° 49' 36" OL | 521392 | Meer afbeeldingen          |
| Grafkruis van M. Barten | Kerk en kerkonderdeel     | ca. 1909                             |             | Kerkeveld 2      | 51° 43' 33" NB, 5° 49' 36" OL | 521393 | Meer afbeeldingen          |
| Grafkruis van P. Barten | Kerk en kerkonderdeel     | ca. 1886                             |             | Kerkeveld 2      | 51° 43' 33" NB, 5° 49' 36" OL | 521394 | Meer afbeeldingen          |
| Grafkruis van H. Barten | Kerk en kerkonderdeel     | ca. 1889                             |             | Kerkeveld 2      | 51° 43' 33" NB, 5° 49' 36" OL | 521395 | Meer afbeeldingen          |
| Grafkruis van A.M. Barten | Kerk en kerkonderdeel     | ca. 1881                             |             | Kerkeveld 2      | 51° 43' 33" NB, 5° 49' 36" OL | 521396 | Meer afbeeldingen          |